# 殺意の週末
『殺意の週末』（さついのしゅうまつ、The Lady in the Car with Glasses and a Gun、仏: La Dame dans l'auto avec des lunettes et un fusil）は、1970年のアメリカ合衆国・フランスのサスペンス映画。監督はアナトール・リトヴァク、出演はサマンサ・エッガー、オリヴァー・リード、ジョン・マケナリーなど。原作はセバスチアン・ジャプリゾの小説『新車の中の女』でジャプリゾ自ら脚本に加わっている。
同原作は2015年にフランスで『アナザー』として再映画化されている。

## キャスト
- ダニエレ（ダニー）・ラング: サマンサ・エッガー - 秘書。
- マイケル・コールドウェル: オリヴァー・リード - ダニーの上司。
- イヴ＝マリー/フィリップ: ジョン・マケナリー
- アニタ・コールドウェル: ステファーヌ・オードラン - マイケルの妻。
- 背の高い女性: ビリー・ディクソン
- ジーン・イヴァン: ベルナール・フレッソン（フランス語版）
- マヌエル: マルセル・ボズフィ（フランス語版）
- 高速道路の警官: フィリップ・ニコー（フランス語版）

## 作品の評価
Rotten Tomatoesによれば、10件の評論のうち高評価は20%にあたる2件で、平均点は10点満点中5点となっている。